# Media (Pennsylvania)
Media è un comune (borough) degli Stati Uniti d'America, situato nello stato della Pennsylvania, nella contea di Delaware, della quale è il capoluogo.